# Sóng ngắn trị liệu
Sóng ngắn trị liệu (tiếng Anh: shortwave therapy) là một phương pháp điều trị trong vật lý trị liệu trong đó sử dụng các bức xạ điện từ có bước sóng tính bằng mét, (gọi là Sóng ngắn, còn gọi là sóng radio, hay điện trường cao tần), sóng ngắn dùng trong điều trị thông thường có bước sóng  từ 11 m (tương đương tần số 27,12 MHz) đến 22 m (tần số 13,56 MHz). Đây là bước sóng đã được quy ước cho các thiết bị sóng ngắn trị liệu để tránh hiện tượng giao thoa hoặc nhiễu lẫn nhau với sóng radio, TV, thông tin. Hiện nay, phần lớn các máy sóng ngắn trị liệu sử dụng bước sóng 11,2 m.
Người ta tạo ra sóng ngắn bằng cách cho dòng điện siêu cao tần chạy trong các điện cực kim loại (điện cực dạng tụ điện hoặc điện cực cảm ứng), các điện cực này sẽ phát ra các bức xạ điện từ có tần số đúng bằng tần số của dòng điện trong mạch.

## Tác dụng điều trị
Sóng ngắn có tác dụng làm tăng nhiệt độ trong tổ chức (còn gọi là nội nhiệt) và gây hiệu ứng sinh học, do đó có các tác dụng điều trị sau:

### Tác dụng giảm đau
Nhiệt sóng ngắn còn ức chế các sợi dẫn truyền cảm giác đau. Trên hạch giao cảm, nhiệt khối tác dụng lên các hạch giao cảm cổ và thắt lưng làm dịu và giảm căng thẳng của hệ thần kinh thực vật, do đó có tác dụng giảm đau ở nội tạng. Tác dụng giảm đau còn do tăng tuần hoàn cục bộ làm tăng thải trừ các sản phẩm chuyển hóa, tái hấp thu các dịch tiết bị tích tụ, ngoài ra tăng nhiệt còn làm giãn và giảm trương lực cơ vân.

### Tác dụng chống viêm
Sóng ngắn làm tăng bạch cầu đến tổ chức viêm, tăng khả năng di chuyển và thực bào của thực bào do đó có tác dụng chống viêm rất tốt.

### Tác dụng đối với mạch máu
Với liều điều trị nhiệt khối gây giãn mạch, giảm ứ đọng, tăng cường lưu lượng máu lưu thông. Ngược lại với liều mạnh và thời gian kéo dài lại có tác dụng co mạch thậm chí đe dọa tắc mạch.

### Tác dụng lên hệ thần kinh vận động
Khi điều trị băng sóng ngắn kết hợp với vận động liệu pháp sẽ làm tăng nhanh sự dẫn truyền thần kinh vận động, điều này đáp ứng tốt cho công việc phục hồi chức năng.

## Chỉ định điều trị
- Chống viêm giảm đau: viêm quanh khớp vai, viêm bao hoạt dịch, viêm khớp, viêm cơ, viêm màng xương, viêm tai mũi họng, viêm đau cơ quan nội tạng, đau lưng, đau thần kinh ngoại vi, co cứng cơ...
- Chống sưng nề và máu tụ sau chấn thương, vết thương nhiễm khuẩn, phù nề và đau sau chấn phẫu thuật, kích thích quá trình lành vết thương.
- Một số rối loạn tuần hoàn cục bộ: như co mạch ngoại vi, phù nề, thiếu máu cục bộ